# Edith-Stein-Schule (Darmstadt)

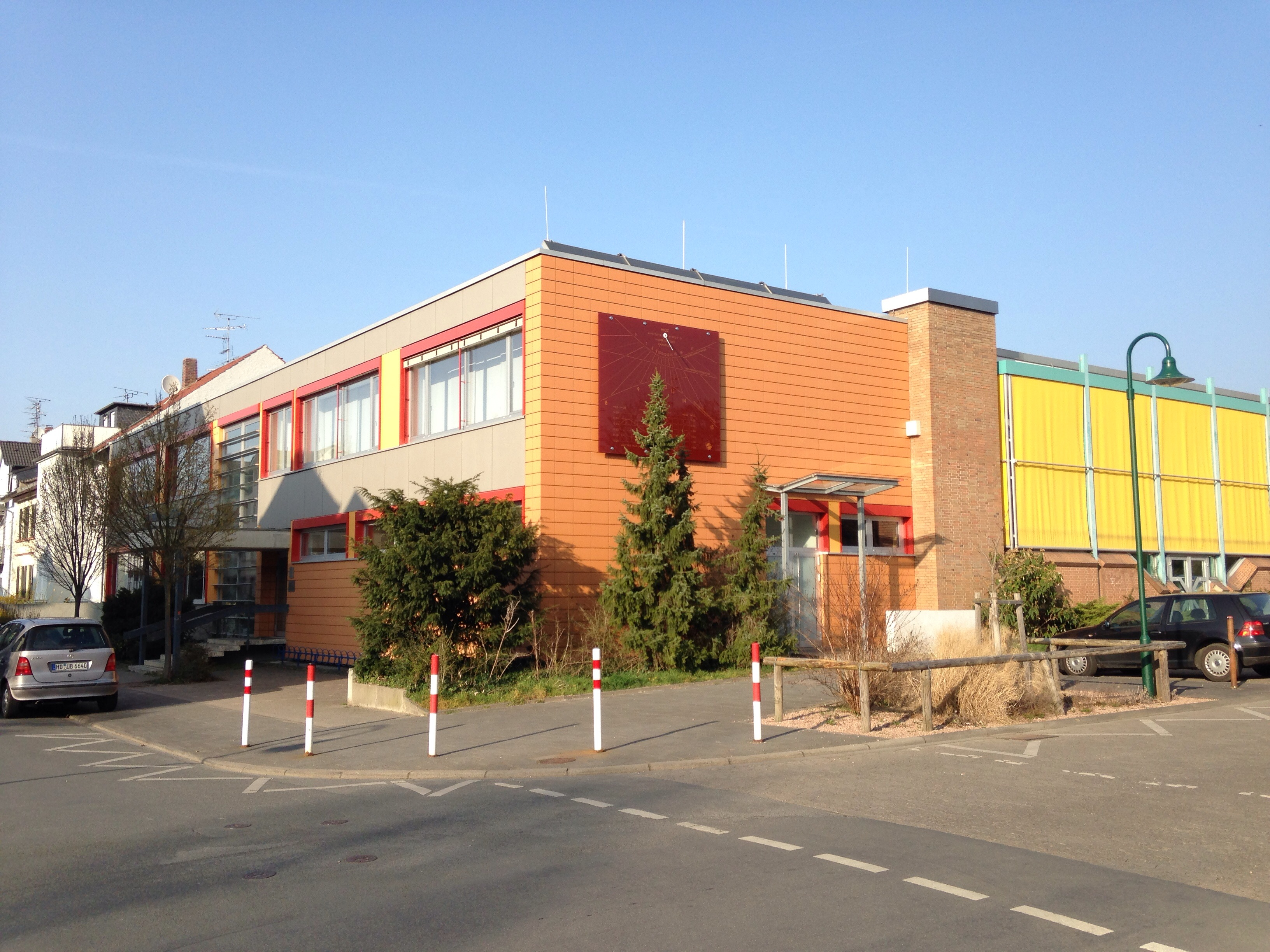
Edith-Stein-Schule

Die Edith-Stein-Schule (kurz: ESS) in Darmstadt ist ein staatlich anerkanntes katholisches Gymnasium in der Trägerschaft des Bistums Mainz. Sie wurde 1854 als katholische höhere Töchterschule gegründet, 1938 erzwangen die nationalsozialistischen Machthaber die Schließung der Schule.
Nach ihrer Wiedergründung nach dem Zweiten Weltkrieg wurde die Schule zunächst von Ursulinen geführt. Seit 1960, nachdem die Ursulinen die Schule verlassen hatten, trägt die Schule den Namen der Ordensschwester und Philosophin Edith Stein, die aufgrund ihrer jüdischen Herkunft von den Nationalsozialisten ermordet wurde.

## Geschichte
Nach der Gründung wurde die Schule ab 1870 von den Englischen Fräulein geleitet. 1938 erzwang die nationalsozialistische Regierung die Schließung der Schule.
Ihre Wiedergründung erfolgte nach dem Zweiten Weltkrieg auf Initiative des Pfarrers der Pfarrgemeinde Liebfrauen, Philipp Waldhelm, in Räumen der Pfarrei. Die Schule wurde anfangs von Ursulinen geführt, von denen sich auch ihr damaliger Name, Ursulinenschule, ableitete.
Seit 1960, nachdem die Ursulinen die Schule verlassen hatten, trägt die Schule den Namen „Edith-Stein-Schule“ nach der Karmeliterin, Philosophin und Frauenrechtlerin Edith Stein, die aufgrund ihrer jüdischen Herkunft 1942 in Auschwitz-Birkenau ermordet wurde. 1987 wurde Edith Stein von Papst Johannes Paul II seliggesprochen, 1998 erfolgte die Heiligsprechung.
Die Schule ist auf zwei Gebäudekomplexe aufgeteilt, den Altbau (Pfarrer-Waldhelm-Haus), in dem die fünften und sechsten Klassen unterrichtet werden, sowie den Neubau, der neben den Klassen sieben bis zwölf auch die zwei Sporthallen sowie die Fachsäle der Bereiche Musik, Kunst, Biologie, Chemie, Informatik und Physik beherbergt. Um den Fünft- und Sechstklässlern einige Gebäudewechsel zu ersparen, wurden 2007 im Altbau Mehrzweckräume für die Fächer Musik und Biologie eingerichtet.

## Organisation und Rechtsform
Die Edith-Stein-Schule ist ein staatlich anerkanntes Gymnasium in freier Trägerschaft. Die Schülerinnen und Schüler erreichen mit dem Abitur einen staatlich anerkannten Schulabschluss.
Die Schule ist eine Katholische Privatschule des Bistums Mainz. Anders als an allen anderen katholischen Schulen im Bistum Mainz ist der Schulträger aber seit 1978 eine eigenständige Stiftung, die Stiftung Edith-Stein-Schule Darmstadt, in der neben dem Bistum auch das Dekanat Darmstadt und die Liebfrauengemeinde, vertreten sind. Dies sichert der Schule eine größere Unabhängigkeit von Entscheidungen des Bistums. Das im ganzen Bistum Mainz in den Jahren 2019/2020 eingeführte Schulgeld beispielsweise gibt es an der Edith-Stein-Schule nicht.
Seit 1986 ist die ursprüngliche Mädchenschule koedukativ. Sie ist fünfzügig und wird von ungefähr 1.250 Schülerinnen und Schülern aus Darmstadt, dem Landkreis Darmstadt-Dieburg sowie aus Gemeinden angrenzender Landkreise besucht.
Nach der Umstellung von G8 auf G9 legt erstmals im Frühjahr 2024 wieder ein Jahrgang nach 13 Schuljahren das Abitur ab.

## Unterrichtsangebote

### Sprachenangebot
Ab der 5. Jahrgangsstufe lernen die Schülerinnen und Schüler als erste Fremdsprache Englisch. Als zweite Fremdsprache wird ab Klasse 7 Französisch oder Latein angeboten. Zusätzlich kann ab Klasse 9 als dritte Fremdsprache Spanisch oder Latein bzw. Französisch gewählt werden. Des Weiteren gibt es die Möglichkeit, Italienisch im Rahmen einer AG zu erlernen.

### Oberstufe
In der Einführungsphase gibt es drei Vorbereitungskurse, um die Fächer auf Leistungskursniveau vorzustellen. Die Belegung der Fächer Religion und Politik & Wirtschaft ist aufgrund des Profils der Schule für alle Schülerinnen und Schüler bis zum Abitur verpflichtend.
Besondere Angebote in der Oberstufe sind die Teilnahme am Projekt business@school im Kurs Wirtschaftswissenschaften, ein Sozialpraktikum im Kurs Caritas/Diakonie sowie das Fach Technik, das in Kooperation mit Professoren der Technischen Universität Darmstadt unterrichtet wird.

### Profilspezifisches Unterrichtsangebot
Alle Klassen und Tutorien haben eine feste Klassenstunde pro Woche und in der Unterstufe gibt es einen wöchentlichen Erzählgottesdienst.

## Besondere Angebote und Arbeitsgemeinschaften
Die Schule hat ein fünfköpfiges Schulseelsorgeteam, das neben regelmäßigen Klassen-, Jahrgangs- und Schulgottesdiensten auch individuelle Gesprächs- und Beratungsangebote für Schülerinnen und Schüler anbietet. An drei Wochentagen steht auch eine Schulpsychologin des Bistums Mainz den Kindern und ihren Familien für Gespräche und Beratung zur Verfügung. Ebenso besitzt die Edith-Stein-Schule den 1998 gegründeten und damit ältesten Schulsanitätsdienst in Darmstadt.
Des Weiteren bietet die Schule eine Vielzahl von AGs in unterschiedlichen Interessensbereichen an. Neben der Mitwirkung in den verschiedenen Musik- und Theatergruppen gibt es ein breit aufgestelltes Sportangebot sowie die Möglichkeit der Vorbereitung auf Sprachdiplomsprüfungen oder die Teilnahme an Wettbewerben wie beispielsweise Jugend forscht.

## Förderverein
Im Frühjahr 2023 wurde ein Förderverein gegründet.

## Persönlichkeiten

### Schüler
- Alina Bronsky (* 1978), Schriftstellerin
- Ates Gürpinar (* 1984), Politiker (Abitur 2003)
- Maximilian Schimmel (* 1989), Politiker (Abitur 2008)
- Bijan Kaffenberger (* 1989), Politiker (Abitur 2008)
- Philip Krämer (* 1992), Politiker (Abitur 2011)

### Lehrer
- Karin Wolff (* 1959), Politikerin (Lehrerin von 1986 bis 1995)